# آيت يوسف (تامري)
آيت يوسف هي إحدى مشيخات المملكة المغربية، تتبع جغرافيا لعمالة أكادير إدا وتنان وإداريًا لتامري. يقدر عدد سكانها بـ 10367 نسمة حسب الإحصاء الرسمي للسكان والسكنى لسنة 2004.